# Katzensprung (Magdeburg)

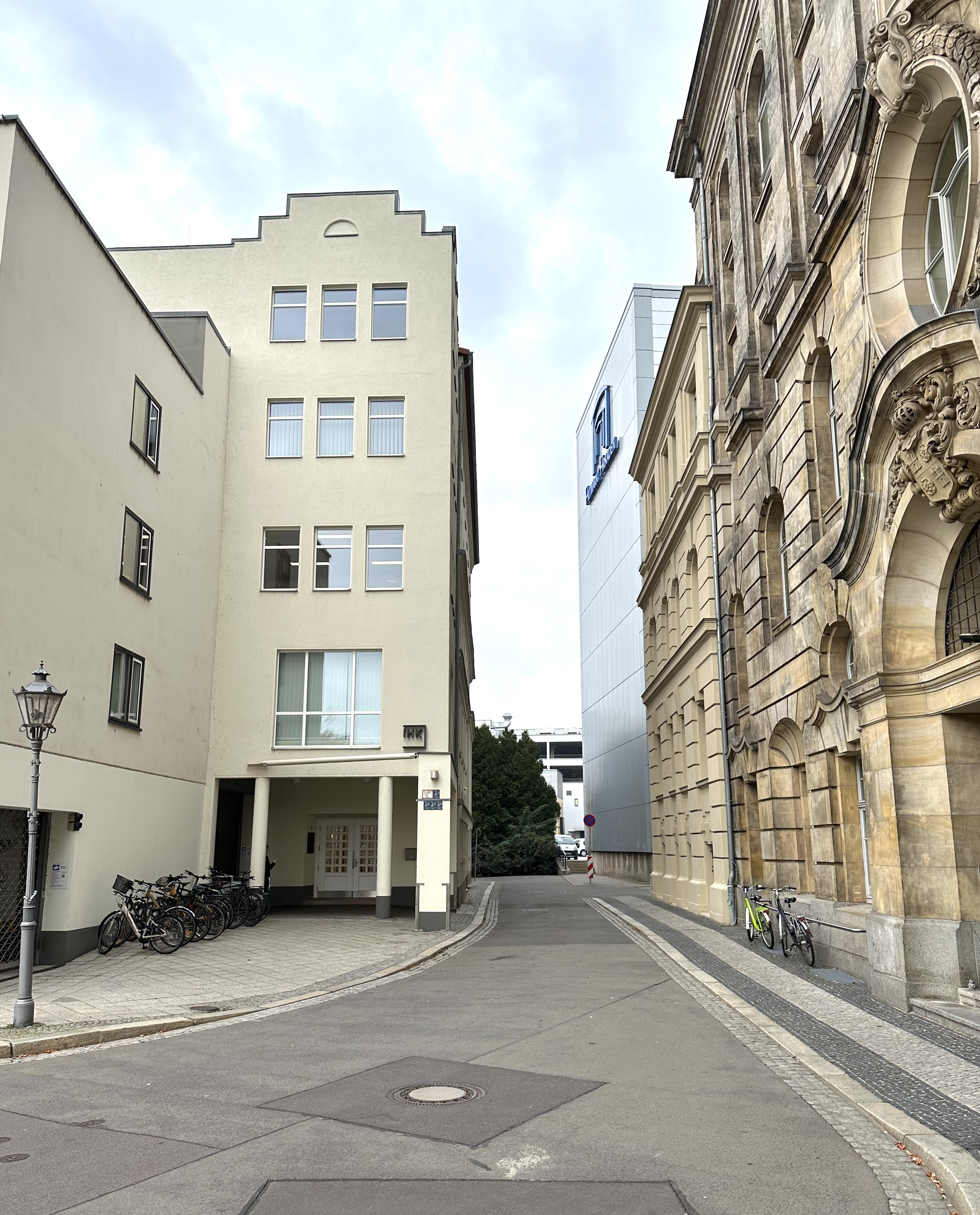
Katzensprung von Osten, 2024

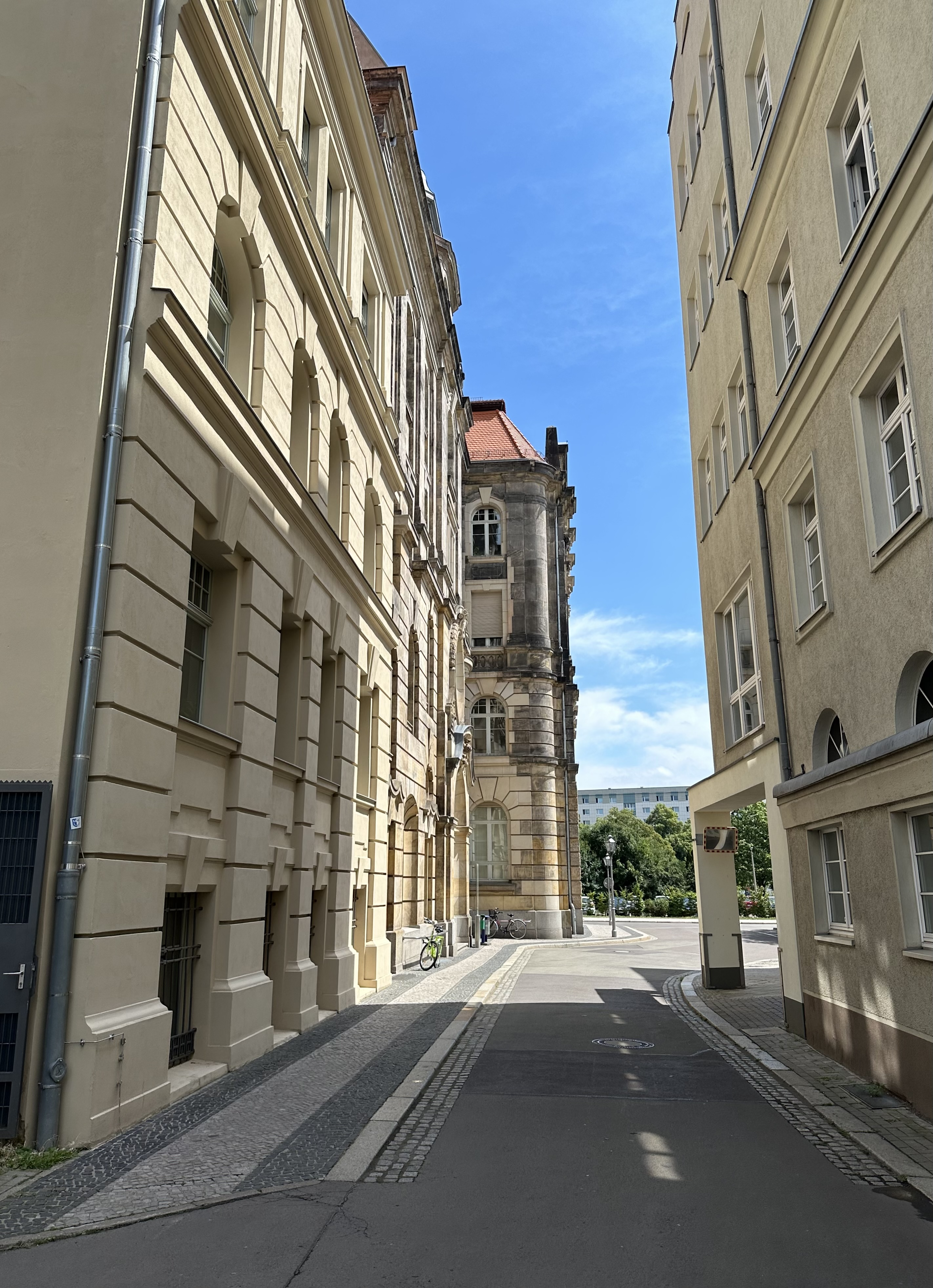
Blick durch den Katzensprung zum Platz Bei der Hauptwache

Der Katzensprung ist eine Straße in Magdeburg im heutigen Sachsen-Anhalt.

## Lage und Verlauf
Die kurze Straße befindet sich im Zentrum der Magdeburger Altstadt. Sie führt von der nordwestlichen Ecke des Platzes Bei der Hauptwache nach Westen, wo sie nach kurzem Verlauf an einem Parkplatz endet. Historisch führte die Straße deutlich weiter nach Westen, bis zur Schwertfegerstraße.
Aktuell bestehen zwei Hausnummern: Die Nummer 1 auf der Südseite und die Nummer 2 am westlichen Ende auf der Nordseite. Historisch begann die Nummerierung mit der Nummer 1 nahe des westlichen Endes, östlich der Einmündung der Buttergasse. Östlich hiervon befand sich die Nummer 2, an der die Straße nach Süden abknickte, so dass die Nummern 3 und 4 sich in Richtung Süden anschlossen. Dort mündete die Nadelöhrgasse ein. Es folgte die Nummer 5. Die Nummerierung wurde dann mit der Nummer 6 auf der Nordseite fortgesetzt und verlief weiter aufsteigend bis zur 13 am westlichen Ende.

## Geschichte
Lange Zeit bestand für die Gasse kein Name. Eine erste Erwähnung eines Namens liegt aus dem Jahr 1631 als Nadelufer vor, wobei diese Benennung sowohl den Katzensprung als auch die Nadelöhrgasse umfasste. Der Name Katzensprung wurde erstmalig 1683 erwähnt. Er entstand im Volksmund und bezog sich auf die Enge und Kürze der Straße. In der Zeit um 1700 wurde der westliche Teil der Straße auch als Teil der dort angrenzenden Schwertfegerstraße geführt. Im Jahr 1716 wurde die Straße einmal als Roßmarienstraße bezeichnet. Dieser Name wird als poetische Bezeichnung für Prostitution betrachtet, die demnach in dieser Zeit möglicherweise in der Straße praktiziert wurde.
Die Namen des Katzensprungs und der Nadelöhrgasse wurden noch länger uneinheitlich verwendet. So wurde 1798 die Nadelöhrgasse als Nadlergasse, der östliche Teil des Katzensprungs jedoch als Nadelöhrgasse bezeichnet. 1800 hieß es wieder Nadelufer, sowohl für die Nadelöhrgasse als auch für den östlichen Teil des Katzensprungs. Im Jahr 1807 fanden sich wieder die Bezeichnungen von 1798. Im gleichen Jahr wurden beide Gassen jedoch auch als bei der Judith bezeichnet. Der Name bezog sich auf das Haus Zur Judith (Katzensprung 3). Eine wohl unzutreffende Ansicht ging davon aus, dass sich dieser Name auf einen Jodutenstein auf dem Alten Markt bezöge. Ein solcher ist jedoch für Magdeburg nicht belegt, auch wäre der Name dann früher zu erwarten gewesen. Es setzte sich letztlich für die in West-Ost-Richtung verlaufende Gasse der Name Katzensprung durch.
Während des Zweiten Weltkriegs wurde der Bereich stark zerstört. Im Zuge des sich in der Zeit der DDR nicht an die gewachsene Stadtstruktur haltenden Wiederaufbaus der Stadt, wurden die benachbarten Gassen aufgegeben. Der Katzensprung blieb jedoch in seinem östlichen Abschnitt, zum Teil mit der historischen Vorkriegsbebauung, erhalten. Der größere westliche Teil wurde zugunsten eines Parkplatzes aufgegeben.

## Sage
Einer Sage nach soll der im Haus Katzensprung 10 lebende Bürgermeister Martin Brauns sich am 10. Mai 1631, dem Tag der Zerstörung Magdeburgs, im Kamin seines Hauses vor plündernden Soldaten versteckt haben. Sein Versteck soll jedoch von einem kleinen weißen Hund verraten worden sein, der winselnd vor dem Kamin stand. So fanden die Soldaten Brauns und töteten ihn.

## (Historische) Häuser des Katzensprungs
Nachfolgend werden die Grundstücke des Katzensprungs tabellarisch aufgeführt. Dabei werden sowohl die aktuellen Grundstücke als auch ggf. davon abweichende historische Grundstücke benannt. Soweit diese sich überschneiden, sind sie ungefähr räumlich zugeordnet. Historische Grundstücksnummern sind dabei mit (alt) gekennzeichnet.
| Hausnummer           | Name                                        | Bemerkungen | Bild                 |
| -------------------- | ------------------------------------------- | --- | -------------------- |
|                      | Einmündung Buttergasse, aktuell unbenannt   | | 2024                 |
| 1 (alt)              |                                             | Im Jahr 1631 gehörte das Haus der Witwe von Joachim Mielatz. 1651 war Mathias Wildenheim Eigentümer der zu diesem Zeitpunkt, wohl infolge der Zerstörung Magdeburgs im Jahr 1631, wüsten Stätte. 1683 bestand wieder ein Haus, das dem Leinwandhändler Johann Röber gehörte. 1684 erbte der Handelsmann Johann Röber das Haus von der Witwe des Voreigentümers. Seine Witwe wiederum heiratete in der Zeit bis 1709 Joachim Brohmann (auch Braumann). Sie wurde zuletzt im Jahr 1717 erwähnt. |                      |
| 2 (alt)              | Zur goldenen Tonne                          | Das Grundstück bildete zunächst mit der benachbarten Nummer 3 eine Einheit. 1631 war Barthel Jakob Eigentümer. 1651, das Grundstück war mit einem Haus bebaut, gehörte es dem Honigkuchenbäcker Christoph Jakob, der auch noch 1681 Eigentümer war. 1683 gehörte es seinen Erben. 1687 erwarb es der Stadtobersekretär Heinrich Sebastian Wesche für 225 Taler. Noch im gleichen Jahr verkaufte er es für den gleichen Preis an den Ratszimmermeister Mathias Burchard (auch Borchert). Er trennte das Grundstück dann im Jahr 1700 und verkaufte die Nummer 2 für 450 Taler an den Klempner Johann Traurig, der 1717 zuletzt erwähnt wurde. |                      |
| 3 (alt)              | Zur Judith                                  | Bis zum Jahr 1700 gehörte das Haus zur benachbarten Nummer 2 (siehe dort). Mathias Burchard veräußerte die Nummer 3 in diesem Jahr dann gesondert für 700 Taler an den Schmelzer Johann Heinrich Becker. Von seinen Erben erwarb es 1716 für 830 Taler Christian Becker, der bis 1738 Eigentümer blieb. |                      |
| 4 (alt)              | Zum braunen Schilde                         | In der Zeit vor 1651 wurde das Grundstück als Hinterhaus zum Haus Alter Markt 22 hinzu erworben, dessen damaliger Name Zum braunen Schilde auch für das Hinterhaus genutzt wurde. 1631 gehörte es Christoph Duve, 1651 dann dem Eigentümer des Alten Markt 22, Emanuel Blötner. 1675 wurde das auf dem Vorderhaus ruhende Braurecht auf das Hinterhaus übertragen. Bis 1736 blieb das Hinterhaus mit dem Vorderhaus vereint (siehe dort). In diesem Jahr erwarb es Johann Gottfried Kast für 1750 Taler. |                      |
|                      | Einmündung Nadelöhrgasse, aktuell unbenannt | | Nadelöhrgasse, 2024  |
| 1                    |                                             | | Katzensprung 1, 2024 |
| 5 (alt)              |                                             | 1631 und 1651 wurde Henning Peters als Eigentümer geführt. Ab 1651 wurden für das Grundstück zwei Stätten geführt. Nach 1651 wurden die Stätten vom Eigentümer der Grundstücke Alter Markt 18 und 19 als Hintergrundstück hinzu erworben. |                      |
| 5a (alt)             |                                             | Das Grundstück war mit einer Bude bebaut. Schon vor 1631 gehörte es als Hinterhaus zum Grundstück Alter Markt 17 (siehe dort). Noch in den 1930er Jahren bestand diese Zuordnung. |                      |
| Bei der Hauptwache 4 | Neues Rathaus                               | siehe Hauptartikel |                      |
| 6 (alt)              |                                             | 1631 und 1651 wurde Heinrich Hartung als Eigentümer geführt, 1683 dann die Erben des Seilers Hans Koch. Zu diesem Zeitpunkt war die Stelle, wohl infolge der Zerstörung Magdeburgs von 1631, noch wüst. Das Grundstück fiel dann an die Kämmerei. 1690 erwarb der kurbrandenburgische Kondukteur Jost Friedrich Thiemann die Fläche für 50 Taler. Von ihm erwarb es 1691 für 42 Taler die Witwe des Ratsausreiters Heinrich Beust. Sie errichtete ein Haus, das 1694 von ihr Anna Sophie Koch erbte. Im Jahr 1699 veräußerte der Sattler Konrad Kielhacke (auch Keilhacke) das Gebäude für 410 Taler an den Chirurgen Johann Jakob Schmidt. Von ihm erwarb es 1720 der Schneider Elias Schumann, der bis 1761 Eigentümer blieb. 1903 erwarb die Stadt Magdeburg das Haus, um den Bau des Neuen Rathauses zu ermöglichen. |                      |
| 7 (alt)              | Zum Kronprinzen                             | In der Zeit vor 1631 bestand das Grundstück aus zwei Stätten. Eine gehörte 1631 Christian Appelveit, der andere Teil der Witwe von Klaus Lichtenberg, auf die David Gösecke folgte. Der Ratspedell Jakob Gericke erwarb in der Zeit bis 1663 beide Flächen und bebaute sie bis 1683. Von seiner Witwe erwarb es 1690 für 690 Taler der Kondukteur Jost Friedrich Thiemann, der zuletzt 1699 erwähnt wurde. 1703 und 1711 war der Rat Pierre Boissin (auch Fossin) Eigentümer. 1720 wurde seine Witwe als Eigentümerin geführt. 1903 erwarb die Stadt Magdeburg das Haus, um den Bau des Neuen Rathauses zu ermöglichen. |                      |
| 8 (alt)              |                                             | 1631 war Johann Müller Eigentümer. Der Bäkerer Julius Österreicher errichtete in der Zeit bis 1651 auf dem großen Grundstück ein kleines Haus. Im Jahr 1683 gehörte es seinen Erben, 1689 dann dem Miterben Kleinbinder Christoph Uhle. Von ihm erwarb es 1711 für 440 Taler der Schneider Henning Ziegler. |                      |
| 2                    |                                             | | Katzensprung 2, 2024 |
| 9 (alt)              |                                             | 1631 gehörte das Haus Dr. Simon Wiprecht. In den Jahren 1652 und 1659 stand auf dem Grundstück eine Hütte, die von zwei Menschen bewohnt wurde. 1659 veräußerte Wiprecht die Stätte für 66 Taler an den Gastwirt Adam Gaudelitz. 1683 gehörte die Stätte mitsamt der Hütte Julius Österreich, dem auch das Nachbargrundstück Nummer 8 gehörte. 1689 erbte es Uhle, der die leere Fläche für 130 Taler an den Fleischer Noe Didier verkaufte. Von ihm erwarb 1701 das dann mit einem Haus bebaute Grundstück der Strumpfstricker Heinrich Schaub, der es 1700 (?) für 1000 Taler an den Strumpfstricker Elias Schieß verkaufte. |                      |
| 10 (alt)             |                                             | Im Jahr 1631 gehörte das Haus dem Bürgermeister Martin Brauns, der hier am 10. Mai 1631, bei der Zerstörung Magdeburgs ermordet wurde. Er wurde auf dem Rücken liegend, mit gefalteten Händen tot aufgefunden. Um seinen Tod rankt sich die obenstehendes Sage. Sie geht vermutlich auf das ursprüngliche Hauszeichen des Hauses Zum 10. Mai zurück und wurde dann später auf die Todesumstände Brauns übertragen. Seine 1641 verstorbene Witwe verkaufte die Stätte an Christian Alemann, dem sie, samt zwei darauf stehender Hütten, bis 1683 gehörte. In der Zeit bis 1686 erwarb der Seidenkramer Johann Schrader die Stätte. Schrader selbst wohnte im Alten Markt 22. Er riss die vorhandenen Mauerreste und Keller ab und legte einen Garten an. Im Jahr 1697 veräußerte er den Garten sowie ein noch nicht fertiggestelltes Haus an den Seidenkramer Johann Köppe, der das Anwesen noch im gleichen Jahr an den Oberst Jakob Bertram. 1701 wurde der Stadtmajor Jost Friedrich Thiemann als Eigentümer geführt. Von ihm erwarb es 1705 der Garnisonsfeldscherer Johann Albert Lucan für 770 Taler. |                      |
| 11a (alt)            |                                             | 1631 gehörte das Haus den Erben von Hans Gösecke, dann der Witwe von Hans Andreas, die die Stätte im Jahr 1640 an den Barbier Heinrich Helmer veräußerte. Helmer legte auf dem Grundstück einen Garten an. Der Garten gehörte später dem Barbier Johann Georg Dieterich, 1683 dann dem Barbier Heinrich Helmer, 1694 seiner Witwe. Im Jahr 1697 gehörten Garten und Haus Fiedler, später dem Chirurgen Gabriel Wolf, der das Haus für 830 Taler 1705 an den Stadtmajor Thiemann verkaufte. Von ihm erwarb es 1709 für 950 Taler der Gewandschneider Johann Christian Liebrecht, der bis 1730 Eigentümer blieb. |                      |
| 11b (alt)            |                                             | Das Grundstück gehörte als Hinterausfahrt zum Haus Apfelstraße 2. Im 19. Jahrhundert wurde es davon abgetrennt und bebaut. Die Ausfahrt blieb jedoch erhalten. Die Nummer 11b wurde dann Hinterhaus zur 11a. Diese Situation bestand auch noch in den 1930er Jahren. |                      |
| 12 (alt)             |                                             | 1642 gehörte das Grundstück dem Pfannenschmied Nikolaus Meyer. Er war auch noch 1648 Eigentümer. Zu diesem Zeitpunkt bestand ein Haus. 1651 gehörte das Anwesen seinen Erben. 1662 veräußerte Stephan Meyer an Hans Stiebeler. 1708 und dann noch bis 1726 war der Hufschmied David Stiebeler Eigentümer. |                      |
| 13 (alt)             | Zum wilden Mann                             | Bis zum Jahr 1698 bildete das Grundstück mit dem benachbarten Grundstück Schwertfegerstraße 1 eine Einheit. Eigentümer war 1631 Thomas Weber, 1651 seine Witwe Anna Weber, geborene Prestel. In diesem Jahr wohnte hier der Schütze Kaspar Werner, der später Eigentümer wurde. 1662 veräußerte er das Haus für 400 Taler an den Weißkramer Karl Wermuth, der zuletzt 1681 erwähnt wurde. Seine Witwe, von Beruf Leinwandhändlerin, wurde 1683 als Eigentümerin geführt. 1698 wurde das Grundstück dann von Wermuths Erben geteilt und Schwertfegen 1 veräußert. Die Nummer 13 übernahm der Bortenwirker Michael Wermuth für 1200 Taler. 1715 verkauften es seine Erben für 1200 Taler an den Gürtler Christian Steinberg. Er blieb bis 1721 Eigentümer. In der Zeit um 1823 betrieb Franz Tummely im Haus eine Hutfabrik. Tummely war auch erster Hauptmann der zweiten Kompanie der Bürgerwehr. Noch 1942/1943 befand sich im Gebäude das Gasthaus Zum alten Zieten, von dem man nach Süden durch die Buttergasse auf den Alten Markt sehen konnte. Eigentümer und Gastwirt war H. Arendt. Der nach der Zerstörung im Zweiten Weltkrieg geborgene Hausstein Zum wilden Mann wurde in den 1960er Jahren etwas weiter südlich, an der Ostseite der Buttergasse angebracht und ist heute denkmalgeschützt. | Hauszeichen          |